# Pietro Lion
Pietro Lion (Venezia, 2 aprile 1637 – 17 dicembre 1697) è stato un vescovo cattolico italiano.

## Biografia
Nacque il 2 aprile 1637 a Venezia.
Il 25 settembre 1667 fu ordinato presbitero.
Il 14 novembre dello stesso anno fu nominato vescovo di Ceneda da papa Clemente IX. Ricevette la consacrazione episcopale il 20 novembre seguente dal cardinale Pietro Vito Ottoboni, datario di Sua Santità, co-consacranti i vescovi Carlo Stefano Anastasio Ciceri, vescovo di Alessandria, e Francesco Grassi, vescovo di Nona. Nel 1670 celebrò il sinodo diocesano.
Il 26 novembre 1691 fu promosso vescovo di Verona da papa Innocenzo XII.
Morì il 17 dicembre 1697 all'età di 60 anni.

## Genealogia episcopale e successione apostolica
La genealogia episcopale è:
- Cardinale Guillaume d'Estouteville, O.S.B.Clun.
- Papa Sisto IV
- Papa Giulio II
- Cardinale Raffaele Sansone Riario
- Papa Leone X
- Papa Paolo III
- Cardinale Francesco Pisani
- Cardinale Alfonso Gesualdo di Conza
- Papa Clemente VIII
- Cardinale Pietro Aldobrandini
- Cardinale Laudivio Zacchia
- Cardinale Antonio Barberini, O.F.M.Cap.
- Cardinale Marcantonio Bragadin
- Papa Alessandro VIII
- Vescovo Pietro Lion

La successione apostolica è:
- Vescovo Giacomo Bruti (1671)
- Vescovo Alessandro Adelasio, C.R.L. (1671)